# Centro Femenino Anticlerical Belén de Sárraga
El Centro Femenino Anticlerical Belén de Sárraga surgió en distintas ciudades del norte y centro de Chile a partir de 1913. La presencia de Belén de Sárraga en Chile y la iniciativa de Teresa Flores articularon y promovieron un trabajo colectivo en las ciudades de Valparaíso, Iquique y Antofagasta. Ambas mujeres, obreras, feministas, asociadas al pensamiento anarquista y a la lucha de clases, promovían la conformación de centros sociales dispuestos a entregar herramientas para la organización y educación de las mujeres con fines políticos.

## Antecedentes
El periódico radical La Razón, encabezado por intelectuales radicales y librepensadores, invitó a Belén de Sárraga a Chile con el objetivo de entrevistarla, publicar y difundir su pensamiento. Las nueve conferencias realizadas fueron una instancia de encuentro social donde participaron miembros de la masonería, Federaciones de Estudiantes, Sociedades Obreras, además de Partidos políticos como el Socialista y Demócrata. Ante estos hechos, Luis Emilio Recabarren, un sindicalista chileno conocido por su trayectoria en el movimiento obrero y en la conformación del Partido Obrero Socialista, invitó a Belén de Sárraga a realizar diversas conferencias y actividades en las salitreras del norte del país, especialmente a los pequeños pueblos de Negreiros y Pisagua. La importancia de dicho momento causó un gran revuelo mediático, político y social que logró atraer a las grandes masas de trabajadores y trabajadoras tanto por su intelecto como por su belleza. Entre algunos de los asistentes se encontraban Carlos Pezoa Véliz, José Santos González Vera y Manuel Rojas. De hecho, se señala que: "Tanto entusiasmo despertó Belén que los hombres arrastraron el carro, remplazando a los caballos, como homenaje de admiración". La trayectoria profesional de Sárraga, como feminista y libertaria, promulgaba el libre pensamiento y la conciencia libre para los trabajadores y, particularmente, para las trabajadoras y mujeres de los trabajadores, quienes consideraba, podían tener una participación activa en las actividades políticas de cada territorio. Desde su teoría "sostenía que la mujer debe liberarse del yugo de la iglesia y del marido" y consideraba que "el primer problema que hay que resolver: [es] el problema de la formación intelectual de la mujer, a la que hace falta algo más que la obediencia; necesita el temperamento, la energía y la voluntad". De hecho, con anterioridad ya venía realizando este tipo de organizaciones: en 1896 fundó la Asociación de Mujeres Librepensadoras de Barcelona, en 1899 fundó la Asociación de Mujeres Librepensadoras de Mahón y en 1913 se dieron las condiciones para crear el Centro Femenino Anticlerical Belén de Sárraga en Chile.
La visita de Belén de Sárraga coincidió con la presidencia del abogado Ramón Barros Luco y con un período social donde las huelgas, demandas laborales y organizaciones sindicalistas luchaban por la garantía de mayores derechos y mejores condiciones de trabajo. Asimismo, la separación de la Iglesia-Estado, el matrimonio civil y los lineamientos de la educación pública, impartida por líderes del Partido Radical, generaban diversas tensiones entre la sociedad conservadora y liberal. Frente a este período, la naturaleza de los eventos y la importancia de una mujer, intelectual de renombre internacional, provocó importantes debates entre la prensa nacional, pues el "contenido anticlerical y feminista de sus conferencias escandalizó a los conservadores chilenos".
La dinámica laboral del país estaba marcada por la inestabilidad del comercio del salitre, la inflación y "la depresión económica que, desde 1911 vivía esa zona debido a la decadencia de la explotación del salitre en el norte del país". Instancias de especulación y vulnerabilidad que afectaban a trabajadores, trabajadoras y sus familias, pues, la presencia laboral de las mujeres estaba alcanzando importantes índices en las industrias de la confección, textil y tabaquera. De hecho, "el significativo aumento de la participación laboral femenina, que en 1907 conformaba casi un tercio de la población económicamente activa, no pasaba inadvertido para el movimiento obrero". Para ese entonces las organizaciones sindicales ya contaban con precedentes de movilizaciones como los levantamientos populares de Valparaíso en 1903, la semana roja de Santiago en 1905 y la matanza en la Escuela Santa María de Iquique en 1907. Frente a ello, "los trabajadores llevaban adelante sus luchas sin importarles que los patrones y el Estado las declararan ilegales. Para los obreros, eran huelgas simplemente, sin apellido".

## Actividades realizadas
Si bien es difícil detallar con exactitud qué lugares y qué duración tuvieron los Centros Belén de Sárraga en Chile esto se explica por la dificultad de documentar -con perspectiva histórica- aquellas actividades que estaban asociadas al movimiento obrero, al campesinado y a las clases bajas, que no contaban con un aparataje administrativo, editorial ni técnico necesario para difundir y documentar estas actividades con el valor histórico o patrimonial que podrían tener hoy día. En este sentido, "El feminismo de clase alta y media es, lamentablemente, más conocido que el de las pobres del campo y la ciudad, obviamente, las primeras tienen la ventaja de poseer el monopolio de la educación y del mundo editorial". A pesar de ello, resulta relevante mencionar que las actividades realizadas lograron convocar un universo importante de mujeres de distintas profesiones y oficios, entre ellas; costureras, cobradoras de carros de sangre, lavanderas, cigarreras, empleadas domésticas, prostitutas y artesanas, que debatían -en clave de género- muchas de las problemáticas sociales que afectaban al país.
La presencia de Belén de Sárraga y el deseo por continuar su legado propició la creación de los Centros, por lo que "Teresa Flores creó los centros para que las mujeres tuviesen un sitio donde ir a instruirse y a reunirse y así establecieron redes para organizarse en la lucha obrera". En dichos centros existían innumerables debates o tensiones respecto del rol de la mujer, su participación en la lucha obrera, la correcta relación entre las demandas de clase y género, la ejecución de las labores domésticas y la mirada integral de las opresiones, considerando que éstas no provenían sólo del patrón, sino también de los pares, compañeros, obreros y esposos. A pesar de ello, la energía que las mujeres pampinas dedicaron a debatir y estudiar estas ataduras lograron superar las diferencias y establecer espacios de aprendizaje, encuentro y sororidad claves para ese momento histórico. Así, favorecieron una educación solidaria que utilizó -como recursos pedagógicos- el teatro y la poesía a fin de convocar una participación activa y mayoritaria, hecho que refleja un activismo social, cultural y artístico de las mujeres nortinas.
Las temáticas contempladas por estos Centros fueron:
- Promoción del laicicismo
- Denuncia de la carestía de la vida
- Denuncia de los abusos del sistema de las pulperías
- Demanda por el derecho al descanso dominical de las trabajadoras
- Campañas antialcohólicas
- Promoción de la emancipación de la mujer[11]
- Proyectos de transformación social

Aunque resulta imposible hacer una caracterización particular de las integrantes de estos centros sociales, la documentación existente nos permite nombrar a algunas de las mujeres que han sido recordadas por tener participación en sus directorios, ellas son: Teresa Flores (Presidenta), María Castro, Luisa Zavala, Juana A. de Guzmán, Adela de Lafferte, Ilia Gaete, Nieves P. de Alcalde, Pabla R. de Aceituno, Margarita Zamora, Rosario B. de Barnes y Rebeca Barnes.

## Estatutos y declaraciones
Una información que refleja las preocupaciones históricas e internas del Centro Femenino Anticlerical Belén de Sárraga queda reflejada en la publicación realizada entre Luis Vitale y Julia Antivilo, quienes reproducen parte de sus documentos y estatutos. El registro de principios del siglo XX fue firmado por Ana Guzmán (Secretaria), Rosario V. de Barnes (Tesorera), Zoila Zepeda de Toro (Vocal), Pabla R. de Aceituno (Vocal) y Juana Alvarado de G. (Vocal).

Allí se precisa:

Este centro se compone de mujeres que voluntariamente y sólo por amor a la verdad, se comprometen a no tener en lo sucesivo ninguna relación ni directa ni indirecta con el clericalismo y sus instituciones.
Todas las mujeres que compongan este centro se comprometen a pagar estos bienhechores pensamientos por medios de visitas domiciliarias a sus amigas, invitándolas a conferencias, exhortándolas a leer y a estudios y buscar la verdad.
Las madres de familia que ingresen al centro educarán a sus hijos dentro del más alto sentimiento de libertad y de verdad y ajenos a todo sentimiento clerical.
Las jóvenes (....) cuidarán al formar sus hogares, que el el compañero que elija sea verdadero y firme librepensador.
Todos los que compongan éste centro en la medida de sus fuerzas propagar y aumentar el número de socias.
...se pagará un peso de cuota mensual...
El centro efectuará a lo menos una velada mensual para divulgar y popularizar sus ideas. Igualmente tomara parte en toda clase de conferencias, comicios u otros actos instructivos.

Luis Vitale y Julia Antivilo, 2000.

## Relevancia histórica
Existen diversas publicaciones que esbozan o narran tanto la primera visita de Belén de Sárraga al país como los efectos sociales que esto generó. Por ejemplo, el revuelo social entre diversos partidos políticos pero por sobre todo las disputas directas que se ocasionaron entre conservadores y liberales o clericales y anticlericales, diferencias que permiten recoger una dimensión de la historia. Sin embargo, ampliar el reconocimiento hacia la identidad de género, la emancipación y la doble identidad de mujeres-trabajadoras permite entender una relevancia y espesura mayor, que lleva a considerarla como la culpable de "haber producido un verdadero "terremoto" en las mentes de grupos de mujeres chilenas". Otra postura que interpreta y ejemplifica la admiración ocasionada por Sárraga señala que: "Su paso por Chile significa para los chilenos, lo que la aurora para las tinieblas de la noche: el advenimiento de la luz".
Finalmente, hay que mencionar que "hacia 1918 decaen estos centros, por la crisis y cesantía en la zona salitrera y con la aparición de los partidos populares y los sindicatos". No obstante aquello, la trascendencia sociopolítica que tuvieron estos Centros para un país del conosur, ha sido identificada como "la consolidación de un proceso de génesis del movimiento de las mujeres y el movimiento feminista" o como "las primeras organizaciones de carácter feminista en el país, destacándose por su continuidad temporal, número de afiliadas y la diversidad de actividades que desarrollaban", es decir, como puntapié inicial a una serie de actividades y demandas que conforman al movimiento feminista chileno.